# 國家自由日
國家自由日（英語：National Freedom Day）是美國在2月1日舉行的紀念日，以紀念亞伯拉罕·林肯總統簽署眾議院和參議院的聯合決議，該決議後來被批准為美國憲法第十三條修正案。林肯總統於1865年2月1日簽署了廢除奴隸制的修正案，儘管該修正案直到後來才被各州批准。
後來，這個日子被作為黑人歷史日來慶祝。

## 歷史
在20世紀中葉，出生在奴隸制國家並在內戰後獲得自由的理查德·R·萊特少校認為，應該有一個為所有美國人慶祝自由的日子。萊特邀請國家和地方領導人在費城會面，以便制定計劃，將2月1日定為每年的紀念日，以紀念亞伯拉罕·林肯總統在這一天簽署美國憲法第十三條修正案。該修正案解放了所有美國奴隸 。
1947年萊特去世一年後，美國國會兩院通過一項法案，將2月1日定為國家自由日。1948年6月30日，哈瑞·杜魯門總統簽署了該節日公告，使之成為法律。
它是黑人歷史日的前身。後來，黑人歷史月在1976年被正式承認。對黑人歷史的承認是由歷史學家卡特·G·伍德森在1926年發起的。
總統可以每年於發佈公告，指定2月1日為國家自由日，以紀念亞伯拉罕·林肯於1865年2月1日簽署參議院和眾議院通過的聯合決議，提出憲法第十三條修正案。——U.S. Code § 124 – National Freedom Day
在這一天，許多城鎮都有節慶活動。一些公民在私下反思美國所尊崇的自由，感謝美國的善意。在費城，向自由鐘敬獻花圈是多年來紀念國家自由日的傳統。這一天的象徵可能包括一個關於所有美國人自由的主題。